# Levantamento de peso nos Jogos Sul-Americanos de 2018
As competições de halterofilismo (ou levantamento de peso) nos Jogos Sul-Americanos de 2018, realizadas entre 28 e 31 de maio, totalizaram 16 eventos e aconteceram no Coliseo Grover Suárez, localizado em Cochabamba, Bolívia.

## Cronograma
O cronograma da competição foi o seguinte:
| DataEvento | Seg 28 | Ter 29 | Qua 30 | Qui 31 |
| ---------- | ------ | ------ | ------ | ------ |
| –56 kg     | F      |        |        |        |
| –62 kg     | F      |        |        |        |
| –69 kg     |        | F      |        |        |
| –77 kg     |        | F      |        |        |
| –85 kg     |        |        | F      |        |
| –94 kg     |        |        | F      |        |
| –105 kg    |        |        |        | F      |
| +105 kg    |        |        |        | F      |

| F | Final |

| DataEvento | Seg 28 | Ter 29 | Qua 30 | Qui 31 |
| ---------- | ------ | ------ | ------ | ------ |
| –48 kg     | F      |        |        |        |
| –53 kg     | F      |        |        |        |
| –58 kg     |        | F      |        |        |
| –63 kg     |        | F      |        |        |
| –69 kg     |        |        | F      |        |
| –75 kg     |        |        | F      |        |
| –90 kg     |        |        |        | F      |
| +90 kg     |        |        |        | F      |

## Medalhistas

### Masculino
| Evento  | Ouro                                         | Prata                                            | Bronze                                              |
| ------- | -------------------------------------------- | ------------------------------------------------ | --------------------------------------------------- |
| –56 kg  | Carlos Berna COL Colômbia 116+142=258 kg     | Wlider Posada COL Colômbia 110+143=253 kg        | Marcos Rojas PER Peru 107+138=245 kg                |
| –62 kg  | Jhon Jairo Serna COL Colômbia 127+165=292 kg | Luis Higuita COL Colômbia 125+157=282 kg         | Cristhian Zurita ECU Equador 127+154=281 kg         |
| –69 kg  | Julio Mayora VEN Venezuela 145+180=325 kg    | Óscar Terrones PER Peru 126+159=285 kg           | Vinicius Dias de Carvalho BRA Brasil 121+163=284 kg |
| –77 kg  | Hugo Montes COL Colômbia 157+185=342 kg      | Yony Andica COL Colômbia 146+185=331 kg          | Renson Balza VEN Venezuela 147+181=328 kg           |
| –85 kg  | Arley Méndez CHI Chile 165+212=377 kg        | Keydomar Vallenilla VEN Venezuela 160+200=360 kg | Kevin Wormald CHI Chile 146+184=330 kg              |
| –94 kg  | Jeyson Arias VEN Venezuela 161+202=363 kg    | Brayan Rodallegas COL Colômbia 164+198=362 kg    | Paúl Ferrín ECU Equador 160+200=360 kg              |
| –105 kg | Jesús González VEN Venezuela 174+211=385 kg  | Jorge Arroyo ECU Equador 182+202=384 kg          | Hernán Viera PER Peru 155+201=356 kg                |
| +105 kg | Anderson Calero ECU Equador 165+200=365 kg   | Joel Kuiperi ARU Aruba 144+175=319 kg            | Alejo Solito ARG Argentina 143+175=318 kg           |

### Feminino
| Evento | Ouro                                           | Prata                                         | Bronze                                       |
| ------ | ---------------------------------------------- | --------------------------------------------- | -------------------------------------------- |
| –48 kg | Angélica Campoverde ECU Equador 73+95=168 kg   | Luana Madeira BRA Brasil 77+90=167 kg         | Emily Figueiredo BRA Brasil 71+91=162 kg     |
| –53 kg | Yenny Sinisterra COL Colômbia 86+107=193 kg    | Tessy Sandi PER Peru 81+107=188 kg            | Karen Fernández VEN Venezuela 80+99=179 kg   |
| –58 kg | Alexandra Escobar ECU Equador 96+120=216 kg    | Karool Blanco COL Colômbia 96+119=215 kg      | María Lobón COL Colômbia 96+117=215 kg       |
| –63 kg | Jackelina Heredia COL Colômbia 99+124=223 kg   | Yusleidy Figueroa VEN Venezuela 96+124=220 kg | Nathalia Llamosa COL Colômbia 97+122=219 kg  |
| –69 kg | Mercedes Pérez COL Colômbia 105+132=237 kg     | Miyareth Mendoza COL Colômbia 103+129=232 kg  | Yadira Nazareno ECU Equador 93+105=198 kg    |
| –75 kg | Neisi Dajomes ECU Equador 113+136=249 kg       | Tamara Salazar ECU Equador 102+131=233 kg     | Dayana Chirinos VEN Venezuela 101+130=231 kg |
| –90 kg | María Fernanda Valdés CHI Chile 110+140=250 kg | Oliba Nieve ECU Equador 109+135=244 kg        | Naryury Pérez VEN Venezuela 103+130=233 kg   |
| +90 kg | Yaniuska Espinosa VEN Venezuela 115+140=255 kg | Mirufay Morillo VEN Venezuela 99+119=218 kg   | Nicol Matamala CHI Chile 98+118=216 kg       |

## Quadro de medalhas
| Ordem | País          | Medalha de ouro | Medalha de prata | Medalha de bronze | Total | Ordem por total |
| ----- | ------------- | --------------- | ---------------- | ----------------- | ----- | --------------- |
| 1     | COL Colômbia  | 6               | 6                | 2                 | 14    | 1               |
| 2     | VEN Venezuela | 4               | 3                | 4                 | 11    | 2               |
| 3     | ECU Equador   | 4               | 3                | 3                 | 10    | 3               |
| 4     | CHI Chile     | 2               |                  | 2                 | 4     | 4               |
| 5     | PER Peru      |                 | 2                | 2                 | 4     | 4               |
| 6     | BRA Brasil    |                 | 1                | 2                 | 3     | 6               |
| 7     | ARU Aruba     |                 | 1                |                   | 1     | 7               |
| 8     | ARG Argentina |                 |                  | 1                 | 1     | 7               |
| TOTAL | TOTAL         | 16              | 16               | 16                | 48    | —               |